# Антонінув (Пясечинський повіт)
Антонінув (пол. Antoninów) — село в Польщі, у гміні Пясечно Пясечинського повіту Мазовецького воєводства.
Населення — 187 осіб (2011).
У 1975-1998 роках село належало до Варшавського воєводства.

## Демографія
Демографічна структура станом на 31 березня 2011 року:
|          | Загалом | Допрацездатний вік | Працездатний вік | Постпрацездатний вік |
| -------- | ------- | ------------------ | ---------------- | -------------------- |
| Чоловіки | 90      | 16                 | 66               | 8                    |
| Жінки    | 97      | 21                 | 57               | 19                   |
| Разом    | 187     | 37                 | 123              | 27                   |